# あゆみくりかまき
あゆみくりかまきは、日本の女性アイドルグループ。イドエンターテインメント所属。レーベルはSME Recordsである。2012年1月にくりかとまきでくりかまきを結成。2014年にあゆみの加入を機にあゆみくりかまきへ改名した。愛称はあゆくま。2021年6月19日をもって活動を終了することになった。

## 概要

### 世界観
くりかまき時代のメンバーの頭文字「く」と「ま」からくまが当初のコンセプトであるが、あゆみ加入後も設定に変更はなかった。
メンバーはあくまでも自分たちが生まれたときから熊であることを主張し、それが設定であることを認めていない。
メンバーの数を3人ではなく3頭と数え、周囲にもその数え方を強要するが、本人たちも頻繁に間違える。
イベントやライブに登場することを「出演」でなく「出没」と呼ぶ。
ライトブラウンのプードルボアの生地が使用されたフード付きジャンパースカート風の着ぐるみを皮膚であるとし常時着用、その着用した状態を全裸であると主張している。
着ぐるみは夏毛と冬毛の2種類があり、生地の厚みが異なる。季節を問わずライブを行う場合は夏毛の着ぐるみを着用している。
着ぐるみの上にTシャツ、シャツ、パーカー、エプロン、セーター、ケープ、マントなどをライブ中、移動時、撮影時、イベント時など状況に応じて着用する。ハロウィンやクリスマスのイベントなどの際、着ぐるみの上にさらにコスプレ衣装を着用することがあるが、「コスプレonコスプレ」ではないと主張している。
「くりかまき科」のクマは冬眠せず、同科のクマは世界に2頭しかおらず、親クマは「大グマ科」であるとされている。なお、あゆみが何科かは明らかにされていない。
水野良樹の「熊年齢3歳を人間に例えると？」という問いに対して、まきは「ネットで調べたところ、14歳くらい」であると回答した。

### 略称・呼称
グループの略称はあゆくま。メンバー内でグループを略して呼ぶ時に、いつの間にかこう呼ぶようになったのが原点とされている。CDやグッズなどでは、デザイン上「AKM」と表記される事もある。
『くまTV』（第2回、2013年6月4日放送）内でファンの呼び名についてのアンケートが実施され、「熊っ子」「ベアーズ」などの候補の中から多数決が採られた中、「またぎはどうか？」というコメントが多数寄せられ、1週間後の『くまTV』（第3回、2013年6月11日放送）でまたぎに決定した。

### ステージ
他のアーチストの曲をかけて客を煽る「DJ Set」、オリジナル曲（またはカバー曲）を歌う「Live Set」がある。どちらも音源をDJくりかがコントロールしている点は共通している。
くりかまき時代は持ち歌がなかった（少なかった）ため、イベントのオープニングDJが主なライブ活動だった。
持ち歌が増えていくとともに、20分～30分くらいと短い出演時間の対バンイベントやフェスなどで「Live Set」のみのパフォーマンスをすることが増えていった。
主催対バンイベント『尊敬という名のGIG』では、オープニングで「DJ Set」、ゲストのライブ後に再登場して「Live Set」の構成が多かった。
ワンマンライブでは、オープニングで「DJ Set」、告知ビデオ上映後に再登場して「Live Set」の構成が多かった。
DJパーティー（イベント）出演時には「DJ Set」のステージが基本。2015/4/11の激ロック@渋谷GAMEでの出演時には、30分の持ち時間内に先に「Live Set」、すぐに続けて「DJ Set」という構成でのパフォーマンスを初めて行い、以降はオリジナル曲を含めたセットリストでの「DJ Set」のパフォーマンスが増えていった。
2016年1月23日の大阪ライブで「Live Set」のみの構成でのワンマンライブを初めて行った。また同じライブで、あゆみとくりかが初めてそれぞれ単独でカバー曲を歌唱した（あゆみはいきものがかりの「ブルーバード」、くりかは柴咲コウの「ラバソー」）。続く名古屋、恵比寿での公演も同様の構成だった。
DJプレイ使用機材
- ターンテーブル：Pioneer CDJ-350-B（2台）
- ミキサー：Pioneer DJM-450-B（1台）
- ヘッドフォン：audio-technica ATH-S300 WH

ライブハウス据え付けの機材を使用することもある。ヘッドフォンは頻繁に入れ替わっている。

### オリジナル用語
肉球ケチャ
あゆみくりかまきのオリジナルケチャ。左右の五本指を第二関節で曲げて天に掲げる（プッチャ肉球インジエアとも命名されているが、使われる頻度は少ない）。人間としての活動時には、これに代わって左右の五本指を伸ばして天に掲げている。
アナログマトントン
「アナログマガール」で起こる、手を斜めに掲げジャンプする行為。
TTD（てぃてぃでぃ）
東京ドームへの道（声援ルール：インストアイベントやSCのイベントスペースで行う声援方法）
DIM（でぃあいえむ）
どんなアイドルにも負けないゾの日（声援ルール：主にアイドル対バンライブで行う声援方法）
AKM（えーけーえむ）
あゆみくりかまきのアルファベット表記（ツイッターでは「#あゆくま」のハッシュタグを使うことが多い）
MTG（またぎ）
ファンの呼称のアルファベット表記（従前より一部ファンが使用していたが、2014年8月2日開催の「あつぎ鮎まつり」より販売開始となった「ハワイアンロックベアTee」より物販公式グッズにも採用された。現在、缶バッジやリストバンドにその表記がみられる）。ただし武道館の公演ができなかったことで熊に戻れなくなったので、現在では名前だけが残った状態である。

## 略歴
- 2012年1月「くりか」と「まき」によるDJユニット「くりかまき」として活動を開始[8]。当初はニコニコ動画にDJプレイの動画を公開する活動をしていた。
- 2012年5月25日渋谷Wombにて開催されたイベント「天狗 A NIGHT!!」でクラブ DJ デビュー。
- 2012年8月にはTOKYO IDOL FESTIVAL2012に出演。その後クラブ DJ とアイドルイベントでのオープニング DJ を並行して行う。
- 2012年10月上旬に上京[9][10]。
- 2012年11月から本格的に活動を開始。2014年5月までに、ワンマンライブ3回を含む約260回のライブイベント・アイドルイベントに出演した。
- 2014年5月5日より新メンバー「あゆみ」を加えあゆみくりかまきとして活動を開始[11][12]、翌5月6日に新体制での初ライブを行った。
- 2015年3月4日にデフスターレコーズからシングル「鮭鮭鮭」を発売しメジャーデビュー[13]。
- 2015年12月27日にメンバーを乗せた自動車の後輪タイヤがパンク、車両が横転しメンバーが頚椎捻挫はじめとする捻挫、挫創、打撲などをするけがを負った。このため2015年末の二つのカウントダウンイベント出演は取り止めとなった。[14]
- 2016年1月23日、大阪LIVEHOUSE D'にて4週間ぶりにライブ活動に復帰（くりかまき時代の2012年11月10日に当会場でイベントのオープニングDJを行った際の客は、ライブを見に来た家族よりも少なかったという）。次週に行われた名古屋・東京公演を合わせた計3公演(全てソールドアウト)は、初の東名阪ワンマンツアーとなった。
- 2016年5月12日、「熊仙人様からのお達し」により、6月11日からの全国ワンマンライブツアー以降は、クマではなく、人間として活動することを発表。2017年までに日本武道館でのワンマンライブ開催を発表できれば、再びクマとして活動するとのこと。
- 2016年7月8日、赤坂BLITZで行われたワンマンツアーファイナル公演アンコールにて、人間として(熊の衣装を着用せずに)初めてのライブを行った。
- 2017年12月29日、渋谷CLUB QUATTOROで行われた「ボクらの熊魂2017 〜年忘れ！KUMA is DEAD or ALIVE〜 supported by uP!!!」のアンコールで、スクリーンに登場した熊仙人から、日本武道館でのワンマンライブ開催の発表ができないことと、二度と熊に戻ることはできないことを宣告されるが、引き続き日本武道館でのワンマンライブ開催を目標に活動を続けていくことを宣言[15]。
- 2021年3月14日、6月19日を以ての解散を発表[16]。

## メンバー
- くりか（3月27日生、クマ年齢3歳、神戸出身）：DJ
愛称は「くぅちゃん」。好きな色は「赤」。
- まき（9月6日生、クマ年齢3歳、神戸出身）：盛り上げ役・リーダー
愛称は「まっちゃん」。好きな色は「黄色」。
- あゆみ（3月21日生、クマ年齢3歳、大阪出身）：歌うたい
2014年5月加入。 AYUMIとして活動していたあゆみを、約半年間かけて口説いた[17]。自称「7時起きさん」。くりかまきからは「あ〜ちゃん」「ぺんぺん」と呼ばれている。加入前、2013年12月に開催された『くりかまき Presents 森の音楽会 vs. ジャイアンナイト』で共演し[18]、2ndシングル「クマトナデシコ」のカップリング曲「春色ディスカバリー feat. ともだち」では「ともだち」の名で参加した[19]。

## 作品
順位は、 オリコン週間ランキング最高位

### シングル
| #            | タイトル           | 作詞・作曲・編曲                                                 | 発売日         | 規格品番                                         | 順位         |              |
| インディーズ | インディーズ       | インディーズ                                                     | インディーズ   | インディーズ                                     | インディーズ | インディーズ |
| ------------ | ------------------ | ---------------------------------------------------------------- | -------------- | ------------------------------------------------ | ------------ | ------------ |
| 1            | アナログマガール   | 作詞：kyon 作曲：渡部陽介 編曲：シライシ紗トリ                   | 2013年8月21日  | IDRS-002                                         | 136位        |              |
| 2            | クマトナデシコ     | 作詞：kyon 作曲：y0c1e 編曲：APAZZI & U.M.E.D.Y                  | 2014年3月12日  | IDRS-006                                         | 41位         |              |
| 3            | ジェットクマスター | 作詞：TENGUBOY 作曲・編曲：APAZZI & U.M.E.D.Y                    | 2014年7月22日  | IDRS-007                                         | 23位         |              |
| メジャー     |                    |                                                                  |                |                                                  |              |              |
| 1            | 鮭鮭鮭             | 作詞：TENGUBOY a.k.a. 井上ジョー 作曲・編曲：APAZZI & U.M.E.D.Y. | 2015年3月4日   | DFCL-2118/9 DVD付 DFCL-2120                      | 11位         |              |
| 2            | 蜜蜜蜜             | 作詞：田中秀典 作曲：渡部陽介 編曲：APAZZI & U.M.E.D.Y.          | 2015年6月24日  | DFCL-2145/6 DVD付 DFCL-2147 DFCL-2148/9 アニメ盤 | 9位          |              |
| 3            | 心友フォーエヴァー | 作詞：TENGUBOY, Miss Monday 作曲・編曲：APAZZI & U.M.E.D.Y.      | 2015年11月25日 | SECL-1783/4 BD付 SECL-1785/6 DVD付 SECL-1787     | 17位         |              |
| 4            | 旅立ちの唄         | 作詞・作曲：saku (hotarubi) 編曲：APAZZI & U.M.E.D.Y.            | 2016年11月23日 | SECL-2082 SECL-2083/4 DVD付                      | 27位         |              |
| 5            | ゴマスリッパー     | 作詞：たむらけんじ 作曲・編曲：APAZZI & U.M.E.D.Y.               | 2017年4月12日  | SECL-2132/3 DVD付 SECL-2134                      | 15位         |              |
| 6            | 絆ミックス         | 作詞：田中秀典 作曲・編曲：APAZZI & U.M.E.D.Y.                   | 2017年9月6日   | SECL-2203 A盤 SECL-2204 K盤 SECL-2205 M盤        | 22位         |              |
| 7            | 反抗声明           | 作詞：TENGUBOY 作曲・編曲：APAZZI & U.M.E.D.Y.                   | 2017年12月6日  | SECL-2244/5 DVD付 SECL-2243                      | 19位         |              |
| 8            | サチアレ!!!        | 作詞：田中秀典 作曲：田中隼人、大知正紘 編曲：田中隼人           | 2021年5月5日   | SECL-2569                                        | 9位          |              |

会場限定
- アナログマガール（CD-R盤）（2013年1月11日）
  - CD-R盤は「アナログマガール」1曲のみ収録。ジャケットはまきによるイラスト、メンバーの手作りで1枚ごとにシリアルナンバーが刻印された。8月の通常盤発売までに1,200枚を売り切った。
- アナログマガール（くりか盤）（2013年8月24日）
- アナログマガール（まき盤）（2013年8月24日）

- アナログマガール'18 / 19 GROWING UP -ode to my buddy-（2018年8月3日）

### アルバム
| #        | タイトル                                               | 発売日        | 規格品番                                                   | 順位     |          |
| メジャー | メジャー                                               | メジャー      | メジャー                                                   | メジャー | メジャー |
| -------- | ------------------------------------------------------ | ------------- | ---------------------------------------------------------- | -------- | -------- |
| 1        | あゆみくりかまきがやって来る！クマァ！クマァ！クマァ！ | 2016年4月13日 | SECL-1861/2 BD付 SECL-1863 SECL-1864 抜粋盤                | 8位      |          |
| 2        | 大逆襲                                                 | 2018年3月28日 | SECL-2268/9 BD付 SECL-2270                                 | 20位     |          |
| 3        | ぼくらのうた                                           | 2019年7月10日 | SECL-2454/5 BD付 SECL-2456 A盤 SECL-2457 K盤 SECL-2458 M盤 | 10位     |          |

### タイアップ
| 年     | タイトル           | タイアップ                                                               |
| ------ | ------------------ | ------------------------------------------------------------------------ |
| 2014年 | ジェットクマスター | テレビ神奈川（tvk）『saku saku』7月度エンディングテーマ                  |
| 2015年 | 鮭鮭鮭             | テレビ神奈川（tvk）ドラマ『びったれ!!!』主題歌                           |
| 2015年 | 鮭鮭鮭             | テレビ神奈川（tvk）『saku saku』3月度エンディングテーマ                  |
| 2015年 | 蜜蜜蜜             | フジテレビ系アニメ『パンチライン』エンディングテーマ                     |
| 2015年 | 蜜蜜蜜             | テレビ神奈川（tvk）『saku saku』6月度エンディングテーマ                  |
| 2015年 | アイノウタ         | ハウステンボス「夏の光の王国」CMソング                                   |
| 2015年 | 森森森             | 劇場版『びったれ!!!』主題歌                                              |
| 2016年 | WAR CRY            | TBSテレビ系『COUNT DOWN TV』2016年4月度・5月度オープニングテーマ         |
| 2016年 | 旅立ちの唄         | テレビ東京系アニメ『NARUTO -ナルト- 疾風伝』エンディングテーマ           |
| 2017年 | 絆ミックス         | 日本テレビ系『バズリズム』9月度オープニングテーマ                        |
| 2017年 | 絆ミックス         | テレビ神奈川（tvk）『関内デビル』9月度テーマソング                       |
| 2017年 | 反抗声明           | テレビ東京系アニメ『銀魂.』ポロリ篇エンディングテーマ                    |
| 2019年 | ぼくらのうた       | テレビ神奈川（tvk）『第101回全国高等学校野球選手権神奈川大会』応援テーマ |
| 2020年 | 反抗声明           | テレビ東京系アニメ『よりぬき銀魂さん』 ポロリ篇エンディングテーマ        |

## ライブ・イベント

### 2013年
- 1月、東京オートサロン2013（3DAYS、計11ステージ）
- 2月、ROLL TOGETHER FESTIVAL × Glad 3rd Anniversary
- 3月、交フェス vol.3 in 岐阜（3ステージ）
- 4月、KAWAii!! MATSURi（2DAYS）
- 4月、交フェス vol.4 in 芝浦（3ステージ）
- 5月、〜24時間ノンストップフェス!〜TOKYO IRIE CONNECTION 2013
- 5月、H.I.P. Presents People to People vol.13 ※通算100回公演[21]
- 6月、大谷41歳記念 サークルジャイアン 「ジャイアンナイト」
- 7月、【第1回単独公演】ボクらの熊魂2013 〜初夏の陣〜[22]
- 7月、TOKYO IDOL FESTIVAL 2013（2DAYS、3ステージ）
- 8月、ROCK IN JAPAN FES. 2013[23]
- 8月、交フェス vol.5 in 新宿（2ステージ）
- 8月、EAT THE ROCK 2013（STREET STAGE)
- 8月、1stシングル発売記念ミニライブ＆CD特典会（計18ヵ所19公演、11月まで。）
- 9月、【第2回単独公演】ボクらの熊魂2013 〜食欲の秋編〜[24]
- 10月、HARAJUKU KAWAii!! FES 2013（2DAYS）。
- 11月、nanoCUNE vs. くりかまき
- 12月、くりかまき Presents 森の音楽会 vs. ジャイアンナイト 〜クリスマス DJ PARTY編〜
- 12月、交フェス vol.6 in 名古屋（2ステージ）
- 12月、交フェス vol.7 in 新宿（3ステージ） ※通算200回公演[25]

### 2014年
- 1月10〜12日、東京オートサロン2014（3DAYS、計6ステージ）[注 1]
- 2月9日、Happy Jam in Osaka vol.11（第1部）
- 3月23日、【第3回単独公演】ボクらの熊魂2014 〜この桜吹雪が目に入らぬか編〜[26]
- 1月〜3月、2ndシングル発売記念ミニライブ＆CD特典会を日本全国各所にて開催（計52公演）
- 4月5日、IDOL PHYLOSOPHY VOL.5
- 5月4日、Niigata Rainbow ROCK Market 2014
- 5月6日、GW LIVE in 横浜VIVRE supported by アイドルワンダーグランプリ ※あゆみくりかまき 初ライブ
- 5月10日、KAWAii!! NiPPON EXPO 2014
- 5月15日、MIX EMOTION!@TSUTAYA O-WEST
- 5月16日、リスアニ！ナイトVol.01 新宿LOFT
- 5月20日、アイドル甲子園presents 「BiSなりの甲子園」 渋谷編 @SHIBUYA CLUB QUATTRO
- 5月24日、DENPARK EMOTION LIVE @安城産業文化公園 デンパーク 水のステージ
- 5月31日、MBSラジオ「茶屋町アイドルプラザ」公開収録 ＠MBS本社 ちゃぷらステージ
- 6月1日、Happy Jam in Osaka vol.13 @関西テレビ放送内 なんでもアリーナ
- 6月1日、タワーレコード神戸×神戸VARIT. KOBE IDOL PARADE 初陣
- 6月7日、〜BOSS & RG BIRTHDAY PARTY〜 DRF2014 METALTIGER
- 6月8日、saku saku presents 初夏のプレミアムライブ2014　〜代官山で会いましょう〜@代官山UNIT
- 6月14日、SEKIGAHARA IDOL WARS+Girls-natioN〜フェスティバル2014〜@宮城県・七ヶ浜国際村
- 6月15日、SEKIGAHARA IDOL WARS+Girls-natioN〜フェスティバル2014〜後夜祭@日立システムズホール仙台
- 7月13日、SUN BURST 2014 SHIKO CHU BEACH ROCK FESTIVAL
- 7月19日、NHK ワンセグふぁんみ
- 7月22日、SHIMOKITA GIRLS UP!!(×nanoCUNE ダブルレコ発パーティ) @下北沢ReG
- 7月26日、CBCラジオ夏祭り @名古屋・栄  光の広場
- 8月1日、IDOL OR DIE (原宿ASTROホール、2ステージ)
- 8月2日、第68回 あつぎ鮎まつり(2ステージ)
- 8月3日、TOKYO IDOL FESTIVAL 2014(HOT STAGE OPENING DJほか 計3ステージ)
- 8月9日、ROCK IN JAPAN FES.2014(BUZZ STAGE)
- 8月14日、たのSEAね〜♪ 2014 Powered by LONCAFE 音霊SEA STUDIO
- 8月16日、SUMMER SONIC 2014 東京SIDE-SHOW(IDOL SONIC)
- 8月17日、SUMMER SONIC 2014 大阪FLOWER STAGE
- 8月23日、キャラホビ2014 幕張メッセ(バンプレストステージ)
- 8月24日、hopefulmusic presents SENDAI DJ SUMMIT 2014
- 8月30日、24時間TV「愛は地球を救う」日産グローバル本社ギャラリー
- 8月31日、@JAM EXPO 2014 (2ステージ)
- 9月13日、FM FUKUI BEAT PHOENIX 2014
- 9月14日、アイドルドランカー in 名古屋(2部)
- 9月21日、SENDAI アイドルコロシアム
- 9月27日、AOMORI SHOCK ON 2014
- 9月28日、メーテレ秋まつり2014 BOMBER-E Iナイト秋まつりスペシャルLIVE
- 10月5日、【第1回自主企画】あゆみくりかまき presents 尊敬という名のGIG （2man w/FRUITPOCHETTE）
- 11月3日、【第2回自主企画】あゆみくりかまき presents 尊敬という名のGIG vol.2 （Special Guest DJダイノジ）
- 11月16日、Happy Jam in Osaka vol.17 関西テレビ放送内 なんでもアリーナ
- 12月28日、GOLDEN MANIAXXX!!!vol:3 松山サロンキティ(2ステージ)

### 2015年
- 1月23日、【第3回自主企画】あゆみくりかまき presents 尊敬という名のGIG vol.3 （Special Guest Charisma.com）
- 4月11日、渋谷THE GAME 東京激ロックDJパーティーEDGE-CRUSHER VOL.89 〜春爛漫！SPRING SPECIAL！〜
- 4月26日、渋谷WWW ボクらの熊魂2015　〜いよいよ初鰹が美味しい季節ですよね編〜
- 5月1日、名古屋CLUB QUATTRO タワワヒットパレード supperted by TOWER RECORDS
- 5月9日、TOKYO IDOL PROJECT×アフロの変@六本木nicofarre
- 6月21日、YATSUI FESTIVAL! 2015
- 7月7日、『saku saku』の七夕まつり supported by BANPRESTO
- 7月12日、SUNBURST2015 -SHIKO CHU BEACH ROCK FESTIVAL-
- 7月17日、リスアニ！ナイト Vol.04
- 7月19日、ヒャダインpresents“ガルポプ！”夏の大感謝祭2015
- 7月20日、PALOOZA感謝祭　THE 44th. 〜P店長生誕日〜
- 7月23日、RAD ROCK RIOT"SUMMER SPECIAL" Day.4 FREEDOM NAGOYA後夜祭
- 7月25日、TOKYO IDOL PROJECT
- 7月27日、ASB vol.2 -清竜人25 × あゆみくりかまき × 南波志帆
- 8月1日～8月2日、TOKYO IDOL FESTIVAL2015
- 8月4日、BOUQUET presents IDOL ROCKS! Vol.02
- 8月9日、rockin'on presents ROCK IN JAPAN FESTIVAL 2015 Supported by Bose
- 8月15日、SUMMER SONIC 2015 in OSAKA - FLOWER STAGE - opening act
- 8月16日、SUMMER SONIC 2015 in TOKYO - MOUNTAIN STAGE - opening act
- 8月22日、DISK GARAGE MUSIC MONSTERS -2015 summer-
- 8月22日、24時間TV「愛は地球を救う」日産グローバル本社ギャラリー
- 8月23日、泡フェスOSAKA2015
- 8月29日、お台場夢大陸 ドリームメガナツマツリ 「お祭りLIVE！」
- 9月5日、さっちゃんWonderland After Party
- 9月20日、ボクらの熊魂2015 ～汗と感動の涙でデトックス編～
- 9月22日、NARAKOI Open Air 2015
- 9月27日、BOMBER-E I.ナイト 秋まつりスペシャルLIVE
- 10月3日、Date fm “MEGA ROCKS 2015”
- 10月12日、新星堂presents iPop Monthly Fes Vol.46
- 10月31日、渋フェス　Halloween2015
- 11月1日、PUNCHLINE FES.2015
- 11月3日、文化放送 浜松町グリーンサウンドフェスタ「浜祭」スタートゲートpresents東京タワーアイドルフェスティバル
- 11月3日、池袋サンシャインシティ噴水広場「新星堂presents iPop Monthly Fes Vol.47」
- 11月27日、ROCK IT RUDIE’S VOL.11
- 12月8日、あゆみくりかまき Presents 尊敬という名のGIG Vol.4（Special Guest Suck a Stew Dry）
- 12月19日、Fm yokohama THANKS!30th ANNIVERSARY More Music More Live 2015～Fヨコフレンズ～
- 12月23日、Tokyo Sound Collection Fes.
- 12月26日、名古屋激ロックDJパーティーNEW BREED VOL.78～14th ANNIVERSARY PARTY お陰様で14周年！年末大スペシャルパーティー！～

### 2016年
- 1月23日、ボクらの熊魂2016〜チャーハン・シャケ缶・とーめーはーん！〜 大阪 LIVEHOUSE D’
- 1月24日、ボクらの熊魂2016〜チャーハン・シャケ缶・とーめーはーん！〜 名古屋 RADHALL
- 1月31日、ボクらの熊魂2016〜チャーハン・シャケ缶・とーめーはーん！〜 東京 恵比寿 LIQUIDROOM
- 2月6日、H.I.P. presents Level Girls vol.05
- 2月7日、特別課外授業×Glad 6th Anniversary
- 2月9日、2/9（ニク）の日特別企画！～お肉にまつわるエトセトラ～byタワーレコード新宿店
- 3月6日、KBCイチオシ！
- 3月7日、あゆみくりかまき Presents 尊敬という名のGIG Vol.5（Special Guest PAN)
- 3月12日、DVD/BD「saku saku〜カシカシの証〜」リリース記念イベント
- 3月19日、HAPPY JACK 2016
- 3月20日、G’s PRESENTS MUSIC CUBE 16 × TOWER RECORDSステージ
- 3月22日、【解りやすい不等式シリーズ4】映画・遊園地・家でゆっくりする＜今日のライブ
- 4月3日、saku saku卒業記念スペシャルイベント
- 4月8日、春PAN祭り2016 ～花見!!初見!!初絡み!? ジャンルなんて関係ないやーん♪～
- 4月9日、TOWER RECORDS presents IDOL LOCK PARTY

### 2017年
- 6月24日、FREEDOM NAGOYA2017
- 6月25日、SYACHI FES 2017
- 7月8日 - 9日アイドル横丁夏まつり!!〜2017〜
- 8月4日・6日 TOKYO IDOL FESTIVAL 2017
- 8月5日、ももクロ夏のバカ騒ぎ2017 SIF(志賀高原アイドルフェスティバル)
- 8月12日、ROCK IN JAPAN FESTIVAL 2017
- 8月26日 - 27日、@JAM EXPO 2017
- 9月17日、イナズマロック フェス 2017
- 9月23日、EAT THE ROCK 2017 -竜王食音祭-

### 2018年
- 3月10日 - 11日 、@JAM x TALE in HongKong 2018（香港・MUSIC ZONE）
- 3月17日 - 4月1日メジャー2nd ALBUM「大逆襲」リリース記念ミニライブツアー（東京、神奈川、兵庫、愛知）
- 4月21日、ももクロ春の一大事2018 in 東近江市 サテライトパーク「SFP-しがフレンドパーク-」（滋賀県・東近江市 布引グリーンスタジアム）
- 4月27日、COMING KOBE18前夜祭 〜前日から参加して仮眠具神戸2018〜（兵庫県・music zoo KOBE太陽と虎）
- 4月28日、COMING KOBE18　（兵庫県　みなとのもり公園(神戸震災復興記念公園) / 神戸ポートターミナルの2会場同時開催）
- 5月4日、あゆみくりかまきpresents 尊敬という名のGIG SP supported by uP!!!（Zepp Tokyo）
- 5月13日、ANI-ROCK FES.2018「銀魂 LIVE CARNIVAL 2018」（さいたまスーパーアリーナ）
- 5月26日、Shimokitazawa SOUND CRUISING 2018（下北沢エリア）
- 6月３日、H.I.P. presents GIG TAKAHASHI 2018 vol.2（渋谷WWW X）
- 6月23日、FREEDOM NAGOYA 2018（愛知県名古屋大高緑地特設ステージ ）
- 6月24日、SYACHI FES 2018（愛知県 大⾼緑地公園 特設ステージ）
- 6月30日、SUMMER TIME LOVER CIRCUIT「サマラバ！」2018
- 7月3日、SHINJUKU LOFT PRESENTS ギャンパレ真夏の3DAYSスペシャル！（新宿LOFT）
- 7月7日 - 7月8日、アイドル横丁夏まつり!!〜2018〜（横浜赤レンガパーク）
- 7月15日、高槻魂!!2018（高槻市立桃園小学校グランド）
- 7月28日、Music Bar ROCKAHOLIC-Shibuya- 8th ANNIVERSARY PARTY（ROCKAHOLIC-Shibuya-）
- 8月3日 - 8月4日、TOKYO IDOL FESTIVAL2018（お台場・⻘海周辺エリア）
- 8月5日、ももいろクローバーZ「Momoclo Mania 2018」/ サテライトパーク「FUMIHIKO PICNIC 2018」（ZOZOマリンスタジアム 外周パーク）
- 8月11日、ROCK IN JAPAN FESTIVAL 2018（国営ひたち海浜公園）
- 8月13日、UZMK presents. 『Effected ☆ fuck ups』8巻目 vs アメリカ村DROP 15th ANNIVERSARY（アメリカ村 DROP）
- 8月15日、@JAM×DJダイノジ コラボイベント（東京：汐留 日本テレビ大屋根1F 未来のミライステージ）
- 8月19日、SUMMER SONIC 2018「GOOD HOOD powered by KiU」（SUMMER SONIC OSAKA 会場内 オアシスエリア）
- 8月22日、DEVIL NO ID「Attention? DEVIL's trap」（大阪：ESAKA MUSE）
- 8月25日、DISK GARAGE MUSIC MONSTERS -2018 summer-（東京）
- 8月26日、@JAM EXPO 2018（横浜アリーナ）
- 9月8日、FREEDOM NAGOYA EXTRA SHOW -R.A.D 9th Anniversary-（愛知：栄R.A.D）
- 9月8日、あゆくま夏巡業 ㏌ 東名阪（愛知：HMV栄 店内イベントスペース）
- 9月15日、TOKYO CALLING 2018
- 9月17日、あゆくま夏巡業 ㏌ 東名阪（タワーレコード横浜ビブレ店）
- 9月22日、ABSまつり2018（秋田市中通、エリアなかいち特設会場）
- 9月23日、イナズマロックフェス 2018（滋賀県草津市 烏丸半島芝生広場）
- 9月24日、あゆくま夏巡業 ㏌ 東名阪（ヨドバシカメラ　マルチメディア梅田）
- 9月30日、嘘とカメレオン pre.「ここHOLEヲトシアナTOUR」（札幌DUCE）
- 10月14日、RAD CREATION presents NAGOYA NEW WAVE FESTA（愛知：ReNY Limited & RAD HALL 2会場同時開催）
- 10月21日、東京激ロックDJパーティーEDGE-CRUSHER Vol.128 18th ANNIVERSARY PARTY（渋谷clubasia）
- 10月26日、ワンマンライブ「ボクらの熊魂2018 〜"PUNK"kin Halloween Party〜」（渋谷CLUB QUATTRO）
- 11月3日、GIG TAKAHASHI 2018 vol.3（群馬：高崎club FLEEZ）
- 11月17日、MAWA LOOP2018 supported by FM OH!（大阪）
- 12月1日、UZMK presents. 『Effected ☆ fuck ups』9巻目（アメリカ村 DROP）

## 出演

### リリースイベント
- 「アナログマガール」ミニライブ＆特典会（2013年8月 - 2013年11月、18か所19公演）
- 「クマトナデシコ」ミニライブ＆特典会（2013年12月 - 2014年3月、42か所53公演）
- 「ジェットクマスター」ミニライブ＆特典会（2014年5月 - 2014年7月、32か所42公演）
- AKM（あくま）で冬眠しません！〜「鮭鮭鮭」リリース記念mini LIVE TOUR〜（2014年12月 - 2015年3月、45か所59公演）
- ハニーきって行クマしょう！〜「蜜蜜蜜」リリース記念mini LIVE TOUR〜（2015年4月 - 2015年6月、47か所54公演）
- 心友・親友・新友さん！みんな一緒にあクマって下さ〜い〜「心友フォーエヴァー」リリース記念mini LIVE TOUR〜（2015年8月 - 2015年11月、45か所59公演）
- 『あゆみくりかまきがやって来る！クマァ！クマァ！クマァ！』〜リリース記念 mini LIVE TOUR〜（2016年2月 - 2016年4月、32か所43公演）

### テレビ
- saku saku（tvk、2014年4月 - 2016年3月）- レギュラー[27]

### ネット配信
- アイドルDJユニットの「くりかまき」による「くまTV」（ニコニコ動画および Ustream、2013年5月21日〜）

1. 準備号：2013/05/21 (火)
2. 第01回 ：2013/05/28 (火)
3. 第02回 ：2013/06/04 (火)
4. 第03回 ：2013/06/11 (火)
5. 第04回 ：2013/06/18 (火)
6. 第05回 ：2013/06/25 (火)
7. 第06回 ：2013/07/02 (火) ~ワンマン直前スペシャル~ 視聴者数300人超え[28]
8. 第07回 ：2013/07/09 (火)
9. 第08回 ：2013/07/23 (火)
10. 第09回 ：2013/08/06 (火)
11. 第10回 ：2013/08/20 (火)
12. 第11回 ：2013/09/03 (火)
13. 第12回 ：2013/09/10 (火) ~ワンマン直前スペシャル~ 視聴者数500人超え[29]
14. 第13回 ：2013/10/01 (火)
15. 第14回 ：2013/10/15 (火) ※台風のため放送中止
16. 第15回 ：2014/03/04 (火)
17. 第16回 ：2014/03/17 (月)

- アイドルDJユニットの「あゆみくりかまき」による「くまTV」（ニコニコ動画、2014年6月5日〜）

1. 第17回 ：2014/06/05 (木)

- アイドルDJユニットの「あゆみくりかまき」によるツイキャス（TwitCasting、2014年10月21日〜）

1. 2014/10/21 (火)

※以後、ライブ直前など不定期配信(全員参加)、毎週水曜深夜の定期配信(メンバー1頭ずつ週替わり)が実施されていたが、
　2016年3月23日の同配信内にて終了する事が発表された。

## 書籍

### 漫画
- 「ヤングガンガン」（スクウェア・エニックス刊）にて連載していた『かせんとびじょきょ』（たかたゆうじ）に実名の「くりかまき」で登場した。マンガの連載で登場したのは2013年の08号[30]から22号[31]。
- 「ヤングガンガン」17号の特典DVD vol.23では初ワンマンライブ、23号の特典DVD vol.24では2ndワンマンライブの舞台裏が収録された。
- くりかまきを主人公に据えた『くまふれぃば。』（たかたゆうじ）が「ヤングガンガン」2014年06号[32]、07号[33]、16号～22号に掲載。その後、あゆみを加入させ連載[34]。